# Eois filiferata
Eois filiferata är en fjärilsart som beskrevs av Paul Dognin 1912. Eois filiferata ingår i släktet Eois och familjen mätare. Inga underarter finns listade i Catalogue of Life.